# Molenpolder (Utrecht)
Molenpolder is een buurtschap die valt onder de gemeente Stichtse Vecht in de Nederlandse provincie Utrecht. Het is tevens de naam van een klein natuurgebied van ca. 75 hectare, bestaande uit voormalige trekgaten en legakkers, veelal overwoekerd door moerasbos. Molenpolder heeft de postcode van Tienhoven.
De naam Molenpolder is bedacht door een vroegere burgemeester van Maarssen.
Dorpen: Breukelen · Kockengen · Loenen aan de Vecht · Loenersloot · Maarssen · Maarssenbroek · Nieuwersluis · Nieuwer Ter Aa · Nigtevecht · Oud-Zuilen · Tienhoven · Vreeland

Buurtschappen: Gieltjesdorp · Kerklaan · Kortrijk · Laag-Nieuwkoop · Maarsseveen · Mijnden · Molenpolder · Nieuwerhoek · Noordeinde · Oud-Aa · Oud-Maarsseveen · Oukoop · Portengen · Portengense Brug · Scheendijk · Spengen · Zuideinde

Utrecht · Plaatsen in de provincie      Nederland · Provincies · Gemeenten